# Hipólito Yrigoyen (ort i Misiones)
Hipólito Yrigoyen är en ort i Argentina.   Den ligger i provinsen Misiones, i den nordöstra delen av landet, 900 km norr om huvudstaden Buenos Aires. Hipólito Yrigoyen ligger 224 meter över havet och antalet invånare är 766.
Terrängen runt Hipólito Yrigoyen är platt. Närmaste större samhälle är Jardín América, 8,4 km nordost om Hipólito Yrigoyen.
I omgivningarna runt Hipólito Yrigoyen växer i huvudsak städsegrön lövskog. Runt Hipólito Yrigoyen är det ganska glesbefolkat, med 38 invånare per kvadratkilometer.